# Elaeocarpus bifidus
Elaeocarpus bifidus är en tvåhjärtbladig växtart som beskrevs av Hook. & Arn.. Elaeocarpus bifidus ingår i släktet Elaeocarpus och familjen Elaeocarpaceae. Inga underarter finns listade i Catalogue of Life.